# Skvarč
Skvarč [skvárč] je priimek več znanih osebnosti.

## Nosilci priimka
- Jure Skvarč (fr) (1964), ljubiteljski astronom